# Олд-Оттава-Саут

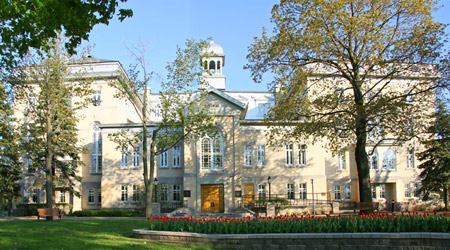
Королевский колледж терапевтов и хирургов в здании бывшего монастыря (ок. 1914 г.).

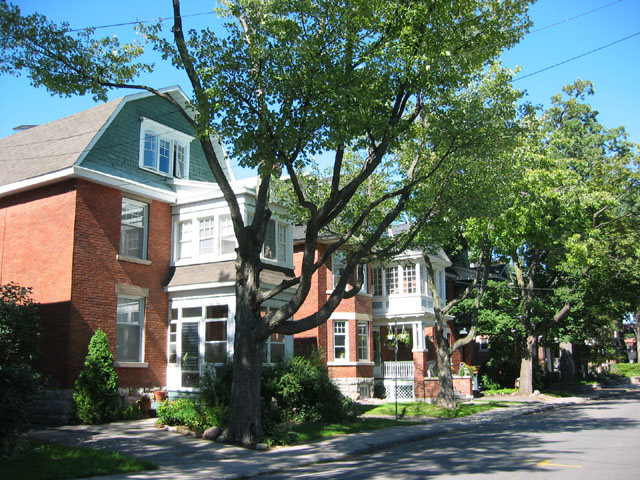
Типичная архитектура района относится к началу 20 века

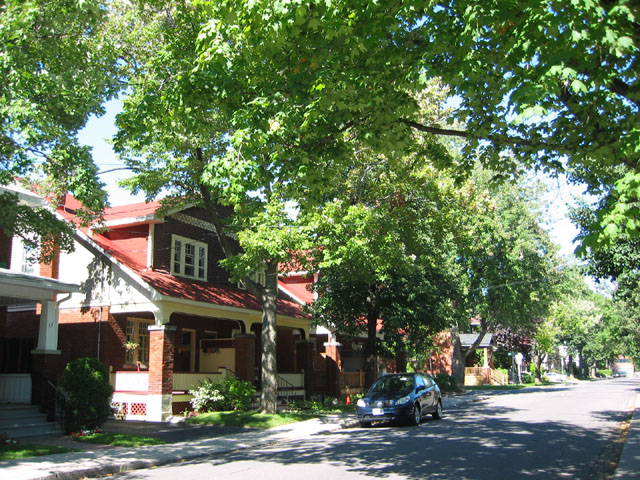
Вдоль большинства улиц растут деревья

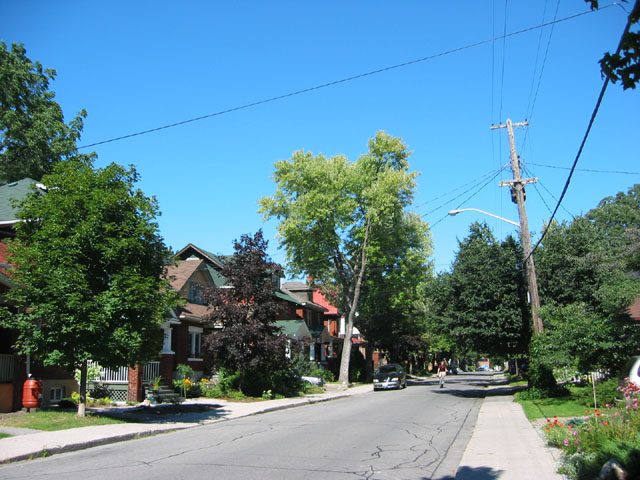
Оссингтон-авеню

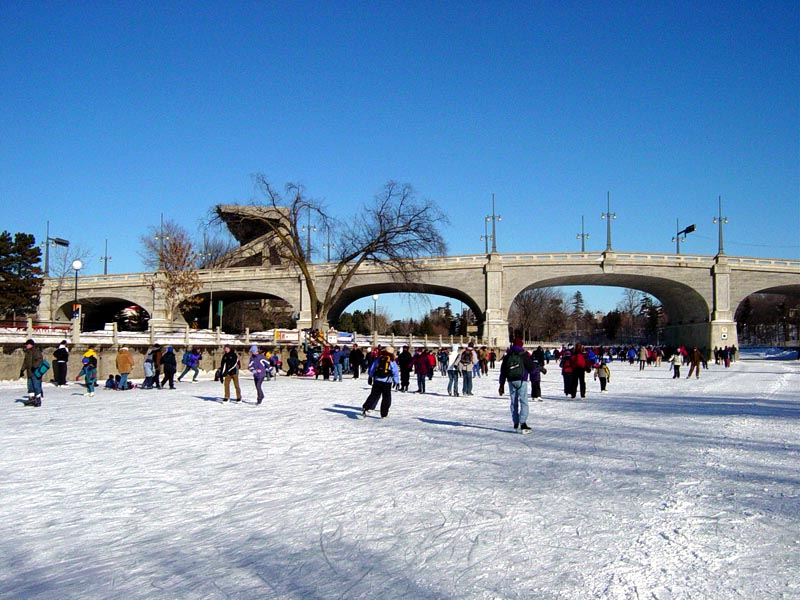
Мост Бэнк-стрит через канал Ридо (северная граница района), соединяющий район с Глибом, зимой.

Олд-Оттава-Саут, или Старая Южная Оттава, англ. Old Ottawa South, в просторечии Южная Оттава, англ. Ottawa South, до начала XX в. Ридовиль, англ. Rideauville — старинный район г. Оттава, Канада. Население района, согласно переписи 2006 г., составляло 8168 человек. Район расположен между каналом Ридо (северо-западная граница) и рекой Ридо (юго-восточная граница). Северной границей является Старая Восточная Оттава. Восточную границу образуют Ривердейл-авеню и Мэйн-стрит. Западную границу жилой застройки образует Бронсон-авеню. Кампус Карлтонского университета иногда рассматривается как западная часть Старой Южной Оттавы, иногда — как самостоятельная территория. Севернее, по ту сторону канала Ридо, расположен Глиб, а к западу от Карлтонского университета — Конфедерейшн-Хайтс. За рекой Ридо на востоке и юго-востоке расположены Ривервью, Альта-Виста, Биллингс-Бридж.

## История
Изначально район стали заселять с 1814 г. переселенцы из США и Великобритании. Даже после сооружения канала Ридо территория Южной Оттавы длительное время была малонаселённой. При этом община, сформировавшаяся на юге города вокруг поместья Биллингс, играла гораздо более важную роль, чем в настоящее время.
Вскоре после образования Канадской конфедерации в 1867 г. был сооружён мост через канал, что увеличило сообщение с северной частью Оттавы. Территория района в это время носила название Ридовиль, англ. Rideauville. С начала 20 в. здесь быстрыми темпами растёт городская застройка. Ридовиль получил статус полицейской деревни в 1905 г. и включён в состав Оттавы в 1907 г. С 1910 г. сюда проведены рельсы городского трамвая, что также способствовало росту застройки. Маршрут трамвая в те годы примерно соответствовал маршруту № 7 современного автобуса, огибая территорию современного Брюэр-парка (Brewer Park). Примерно в это время сооружена школа Хоупвелл-авеню — ныне крупнейшая публичная школа Оттавы и одна из лучших в городе.
Начиная с 1920-х гг. вместо трамвая по улицам района стали ездить автобусы. На месте бывшей свалки был сооружён Карлтонский университет.

## Население
В настоящее время население района составляют представители высшей прослойки среднего класса. Благодаря близости к Карлтонскому университету (а также к расположенным в близлежащих районах Оттавскому университету и Университету Святого Павла) здесь живёт большое количество преподавателей и студентов, хотя из-за роста цен последние всё чаще переселяются в другие районы. На выборах население района большей частью поддерживает Новую демократическую партию или Либеральную партию.

## Инфраструктура
Через район частично проходит Бэнк-стрит — одна из наиболее оживлённых торговых улиц города, где находится множество пабов, Мэйферский театр (en:Mayfair Theatre), Оттавский фольклорный центр (Ottawa Folklore Centre; здесь в основном продаются струнные инструменты), ряд ливанских магазинов и кафе. Эта часть Бэнк-стрит также известна своими антикварными магазинами. В ходе реконструкции района в тротуар Бэнк-стрит были вмурованы металлические кленовые листья с именами канадских фолк-музыкантов.

## Образование
В районе расположена англоязычная школа Хоупвелл-авеню.
Есть также частные школы — двуязычная Westboro Academy и школа Astolot.
Старшеклассники обычно переходят в Глибский колледж-институт, а у прошедших тестирование на одарённость есть шанс пройти отбор в колледж Лисгар. Франкоязычные школьники приписаны к школе Francojeunesse в районе Сэнди-Хилл.

## Жильё
Архитектурный стиль многих домов района — это, как правило, популярный в 1920—1930 гг. «американский четырёхугольный» стиль (en:American Foursquare). Многие дома с тех пор были обновлены, а сооружение новых домов добавило району эклектичности.
Около 300 зданий района включены в список культурного наследия Оттавы.